# Tabák

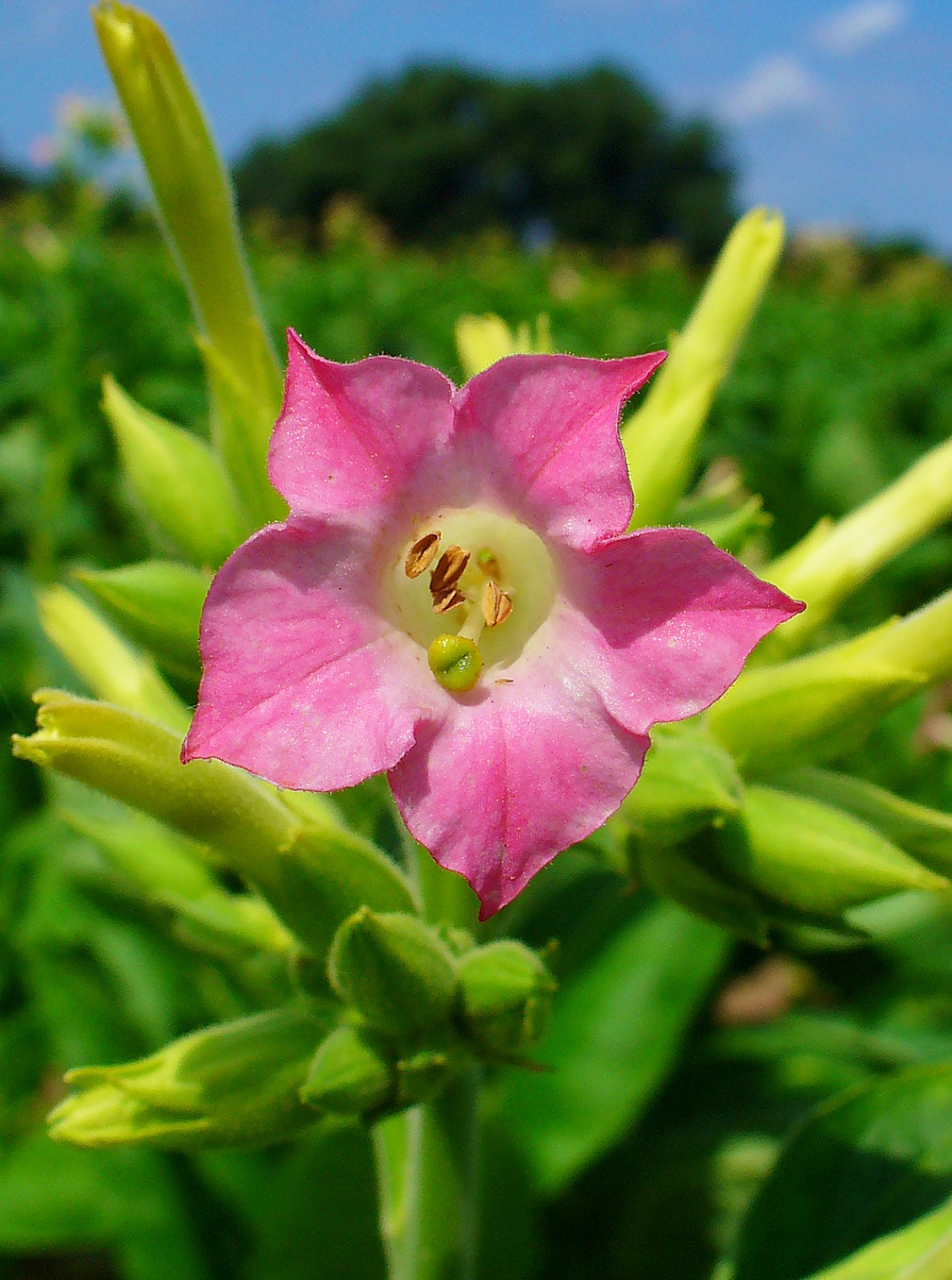
Tabákový květ

Tabák (Nicotiana) je rod rostlin z čeledi lilkovité. Pochází z Ameriky. Tabák je ale také pojmenování pro známý produkt z listů této rostliny. V listech je obsažen alkaloid nikotin, kvůli kterému se tabák užívá ve formě cigaret, doutníků a pro použití v dýmkách. Do Evropy se tabák dostal z Ameriky díky Walteru Raleighovi v době vlády anglické královny Alžběty I.

## Pěstování

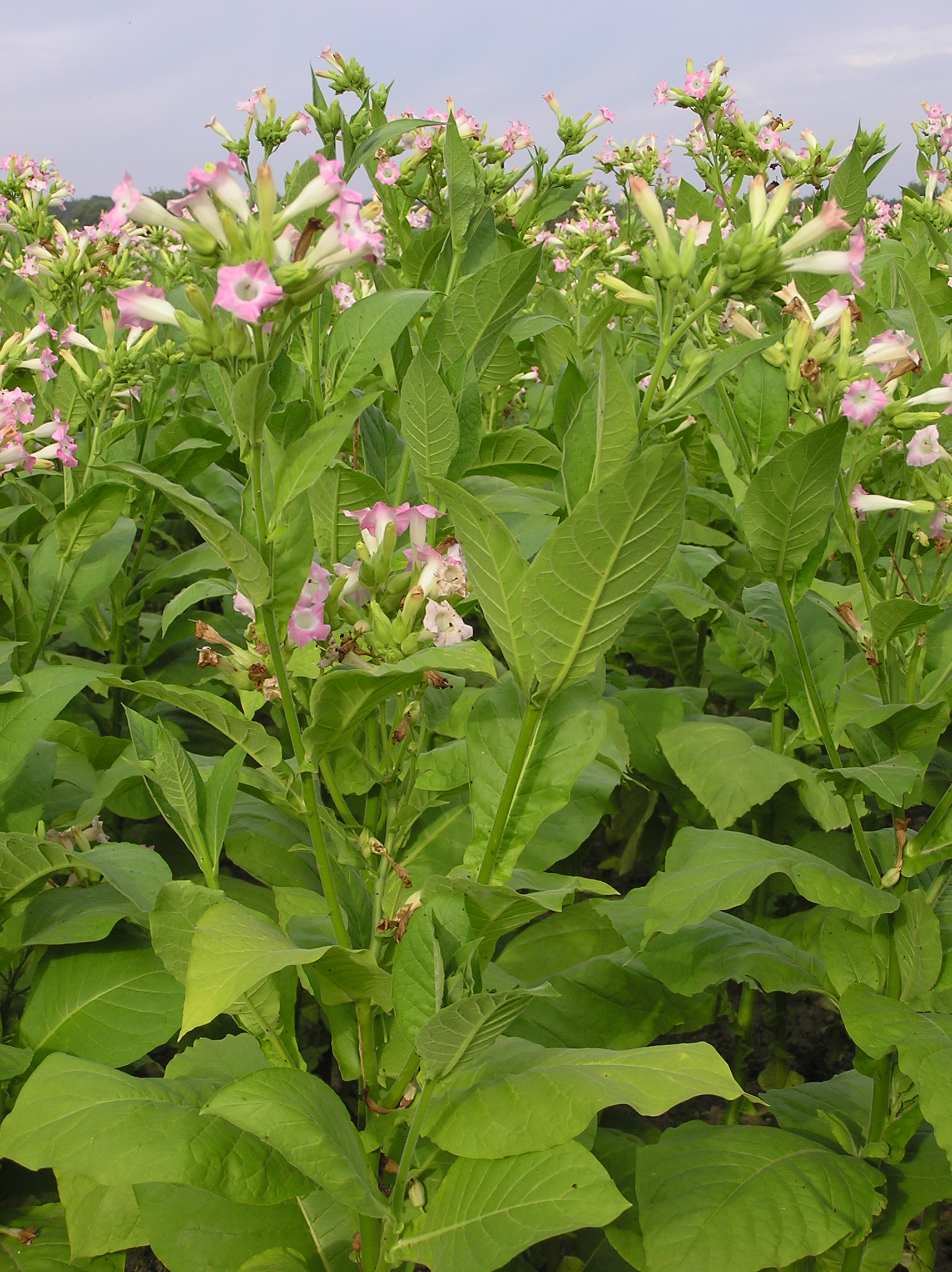
Rostlina tabáku

V současné době se tabák pěstuje nejen v oblasti původu, ale celkem v 117 zemích světa, kde je 33 milionů pěstitelů, v podstatě po celém světě, v pásmu 45° s.š. a 30° j.š. na ploše přibližně 5,14 milionů hektarů. Tabáková pole najdeme i v Německu, na Slovensku a Polsku. V Česku se tabák také pěstoval, ale pouze do roku 1994.
V minulosti byla největším producentem tabáku Severní Amerika – zejména USA. V současné době jsou velkými pěstiteli Čína, Indie, Brazílie, ale i africké země, jako jsou Zimbabwe, Malawi, Kamerun. Z početné řady druhů tabáků se pro pěstování hodí k výrobním účelům jen dva druhy, a to tabák virginský (Nicotiana tabaccum) a tabák selský (Nicotiana rustica).
Pěstování tabáku může mít také negativní důsledky na životní prostředí, typicky kvůli používání chemikálií či deforestaci.

## Průmyslové využití tabáku
Z hlediska hospodářského hodnotíme tabák jako důležitou surovinu pro průmyslové zpracování. Tabák poskytuje průmyslu nejen listy, ale i semena a stvoly. Tabákové listy jsou především surovinou pro tabákový průmysl, ale jsou zároveň důležitou surovinou pro chemický průmysl. Z listů se vyrábí nikotin, anabasin, kyselina jablečná, kyselina citronová a chlorofyl. Tyto výrobky se mohou vyrábět z různých tabákových odpadů nebo z celých listů speciálně pěstovaných odrůd, jako je:
- Nicotiana rustica – alkaloid nikotin, kyselina jablečná a citronová
- Nicotiana glauca – alkaloid anabasin
- Nicotiana glutinosa – alkaloid nornikotin
- Nicotiana longiflora – alkaloid nornikotin

Tabákové květy jsou důležitou surovinou pro získání vonných látek pro kosmetický průmysl. Jedná se především o odrůdy Nicotiana affinis a Nicotiana sandereae. Tabákové semeno se lisuje a vylisovaný olej je výchozí surovinou laků a fermeží, ale po úpravě se dají i konzumovat. Pokrutiny po lisování semen jsou dobrým krmivem pro zemědělská zvířata. Stvol je surovinou pro výrobu celulózy nebo může sloužit jako otop.

## Zástupci
- tabák selský (Nicotiana rustica)
- tabák křídlatý (Nicotiana alata)
- tabák virginský (Nicotiana tabacum)

## Fotografie

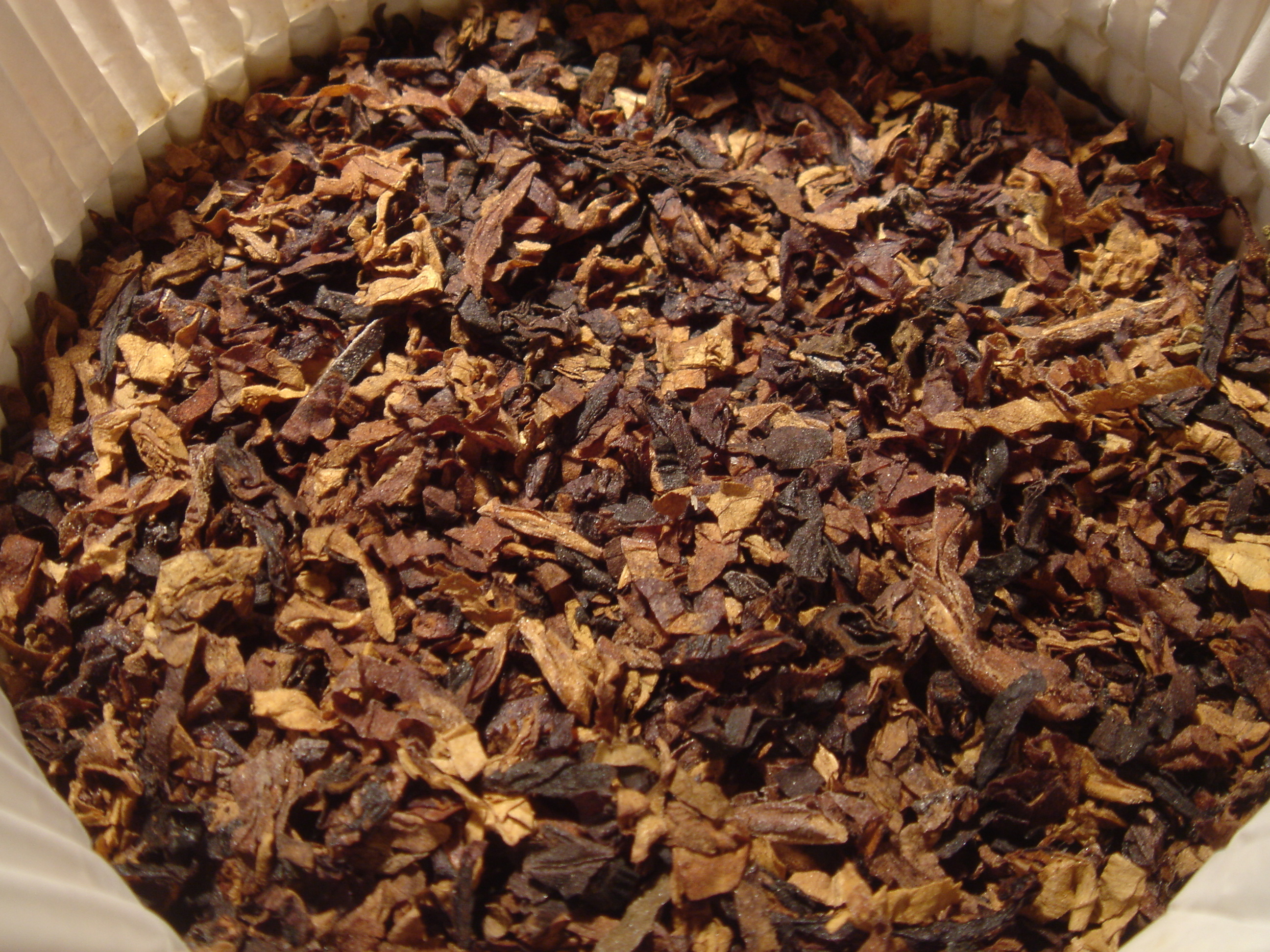
Dýmkový tabák, takzvaný kyprý řez – Dunhill.
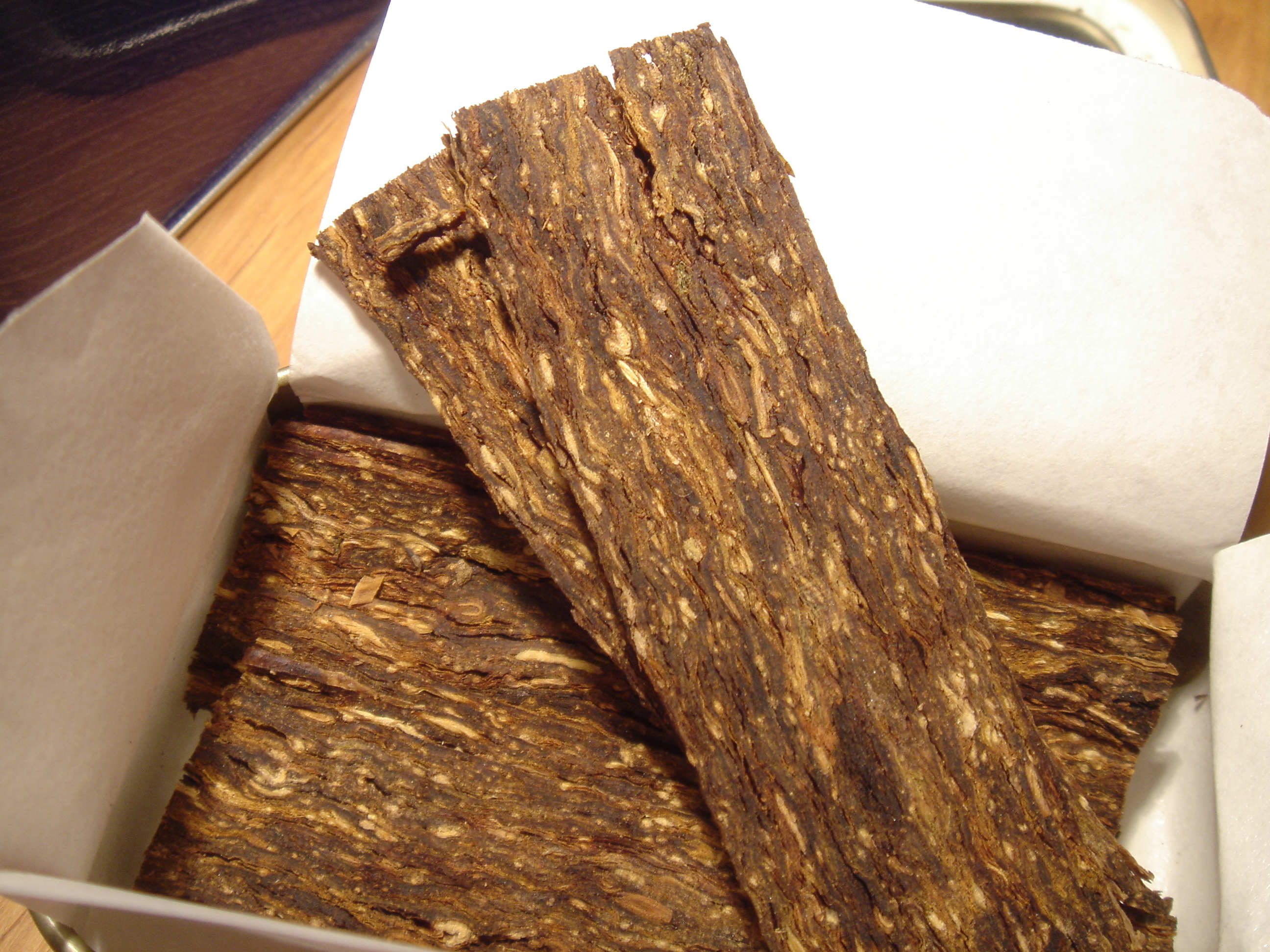
Slisovaný tabák ve formě nazývané „flake“ – Dunhill.
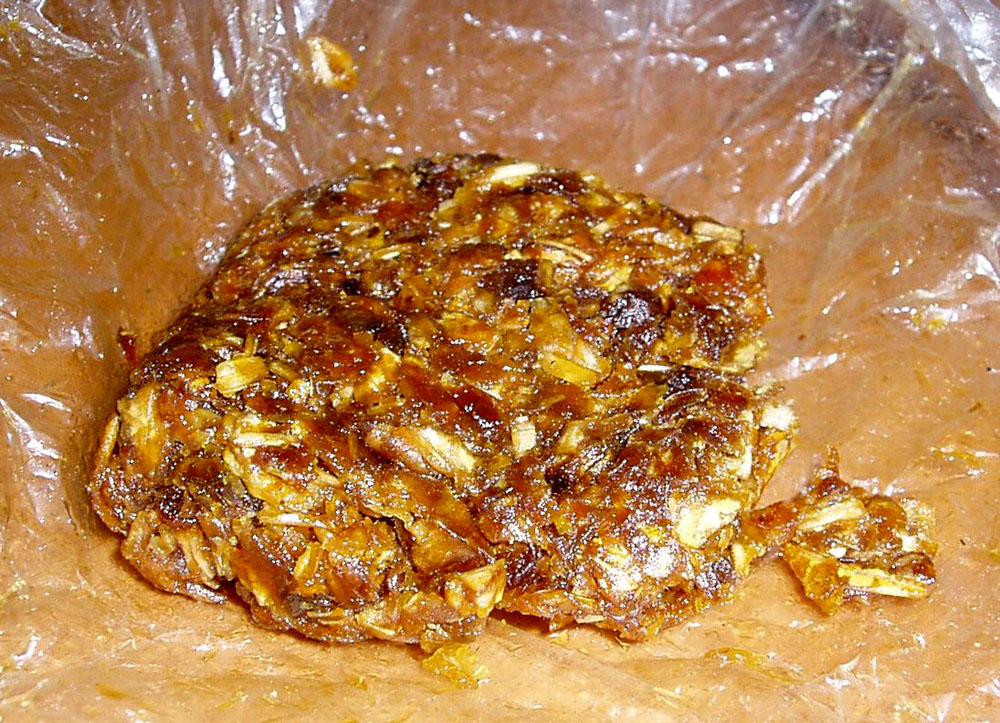
Tabák do vodní dýmky.
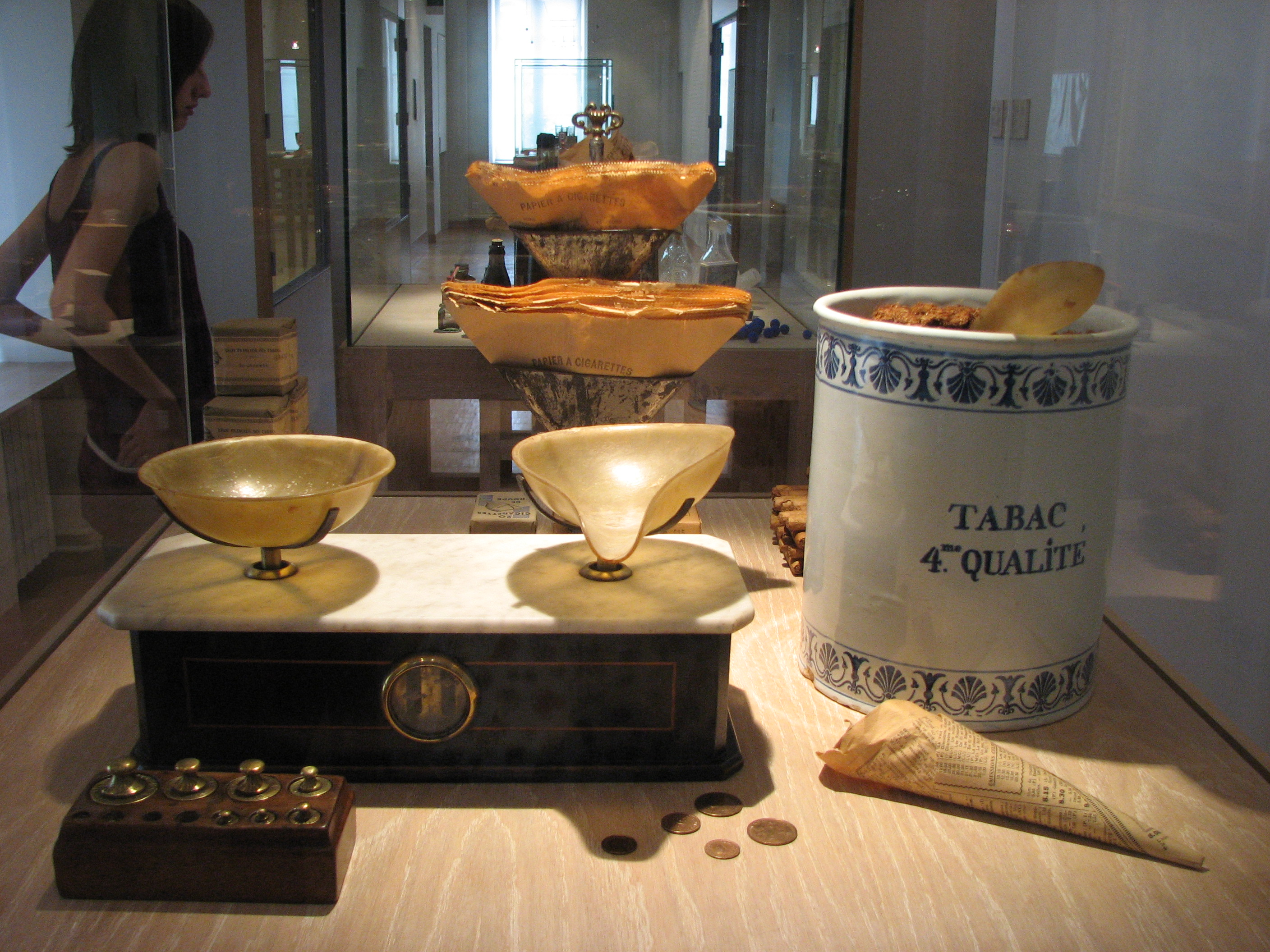
Sypaný tabák a váhy v Muzeu života v Burgundsku, Dijon, Francie.